# Дрижин
Дрижин, Дрижина (пол. Dryżyna) — гірський потік в Україні, у Долинському районі Івано-Франківської області. Лівий доплив Тур'янки, (басейн Дністра).

## Опис
Довжина потоку 7 км, найкоротша відстань між витоком і гирлом — 4,19  км, коефіцієнт звивистості потоку — 1,69 . Потік тече у гірському масиві Ґорґани.

## Розташування
Бере початок на північно-східній стороні від гори Чолбанська (392 м) біля села Белеїв. Тече переважно на північний схід і у селі Велика Тур'я впадає у річку Тур'янку, праву притоку Свічи.